# Marie-Madeleine Kamano
Pour les articles homonymes, voir Kamano.
Marie Madeleine Kamano est une ingénieur agronome et femme politique guinéenne,.
Membre du Rassemblement du peuple de Guinée de l'ancien président Alpha Condé.
Elle est la représentante la circonscription de la préfecture de Kissidougou en Haute Guinée, à l'Assemblée nationale (Guinée) et membre de la commission environnement, pêche, développement rural et durable.